# 本尼·库克尼
本尼·库克尼（英語：Benny Koochoie，1986年2月19日—）為伊朗男子籃球運動員，場上位置為得分后卫。
库克尼出生於伊朗德黑蘭，至美國升學打球，在NCAA第二級別效力加州州立大學斯坦尼斯洛斯分校，2009年代表伊朗參加亞洲籃球錦標賽，2012年10月以亞外身份加盟中国男子篮球职业联赛江苏龙，2012年12月被艾马德·卡哈沃什取代。
2015年4月菲律賓籃球協會馬尼拉電氣在迈赫迪·卡姆拉尼因妻子懷孕而不加盟球隊後延攬库克尼，但库克尼與戈尔甘市之間還有問題尚未解決，於是馬尼拉電氣改引進安藤誓哉。

## 外部連結
- 本尼·库克尼在Basketball-Reference.com（國際）（英语）
- 本尼·库克尼在Eurobasket.com（球員）（英语）
- 本尼·库克尼在RealGM（英语）
- 本尼·库克尼在Proballers（英语）
- 本尼·库克尼在中国篮球数据库（新浪网）